# Vangueria madagascariensis
Vangueria madagascariensis là một loài thực vật có hoa trong họ Thiến thảo. Loài này được J.F.Gmel. miêu tả khoa học đầu tiên năm 1791.

## Hình ảnh

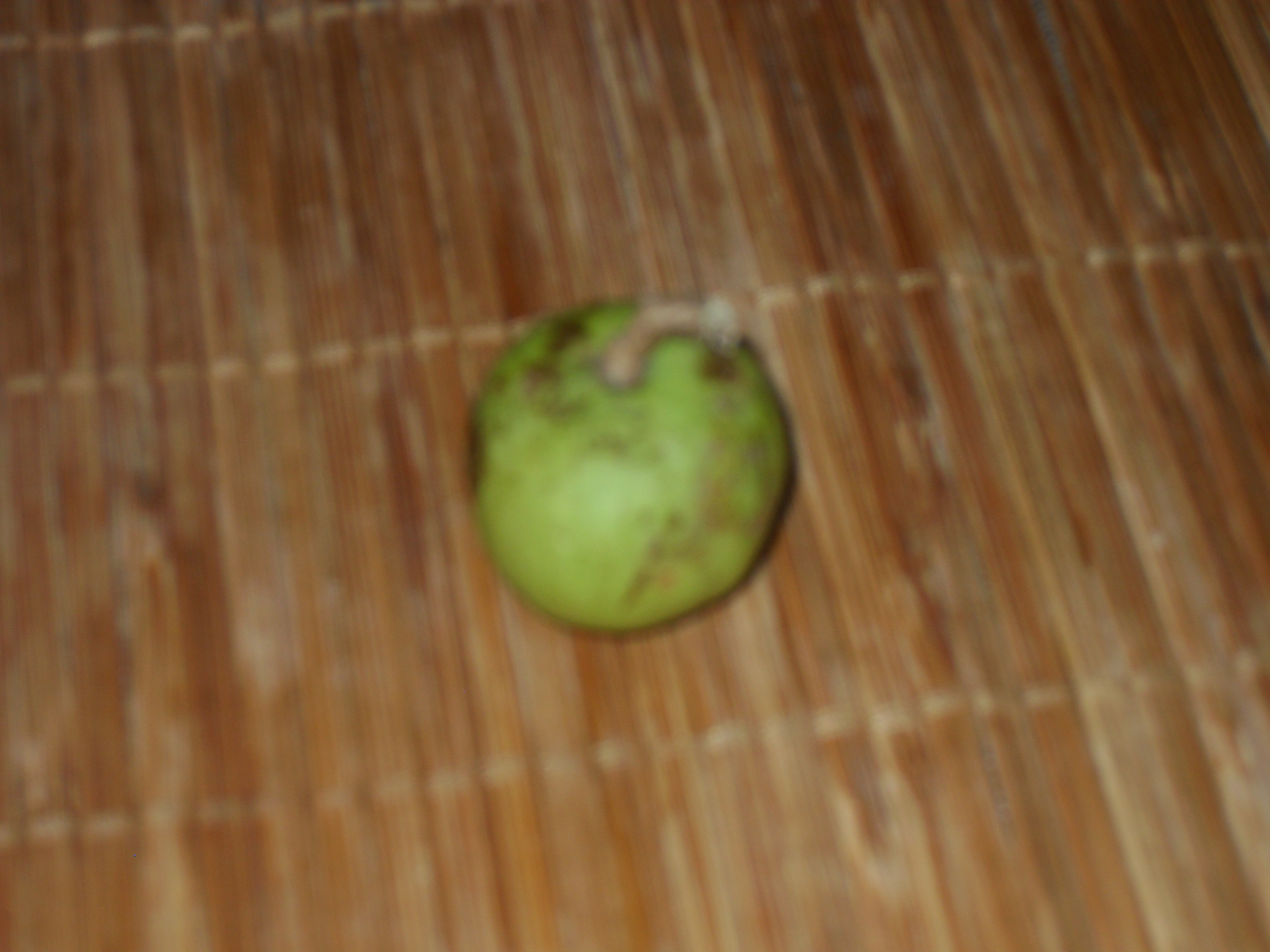
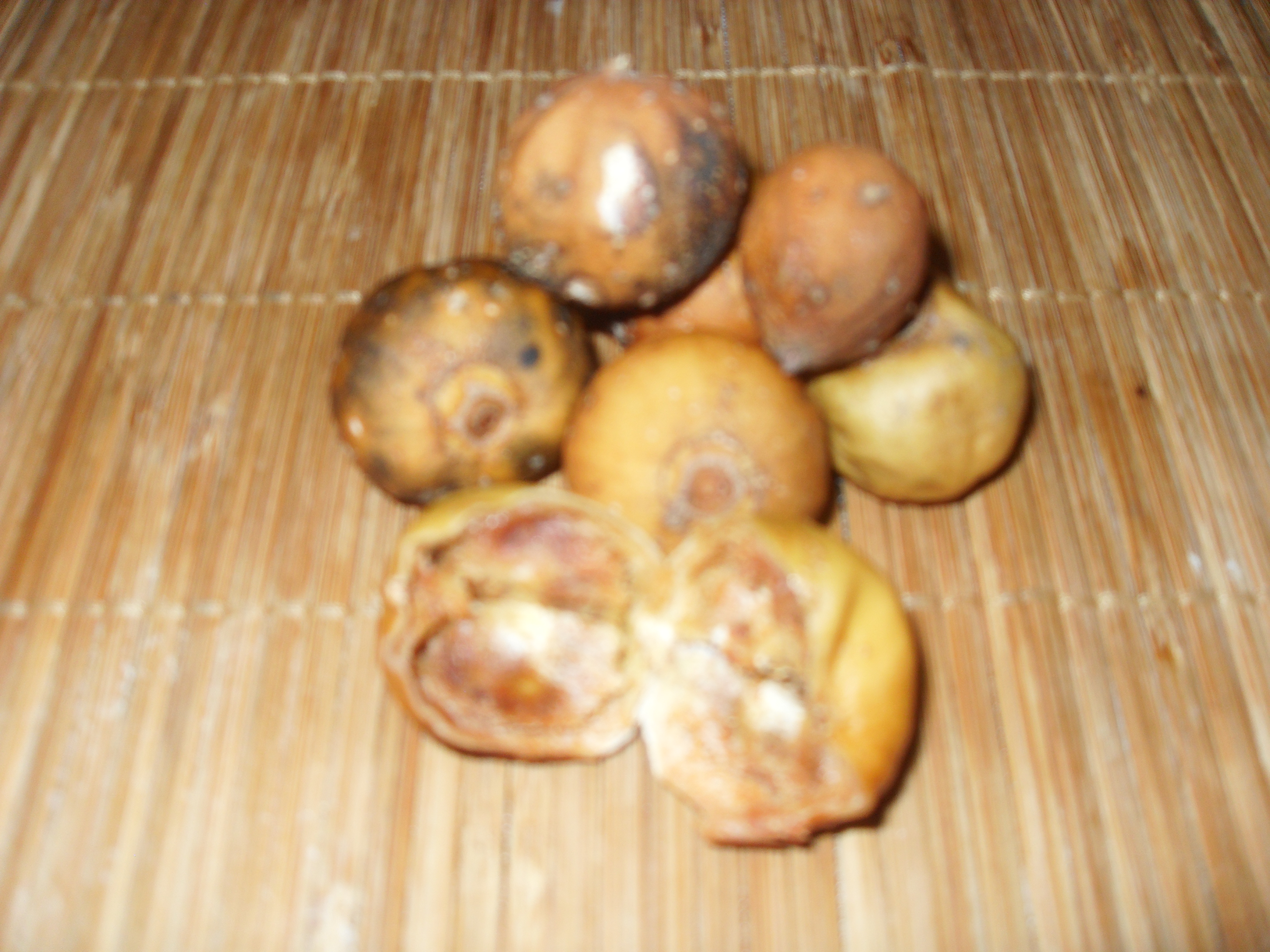
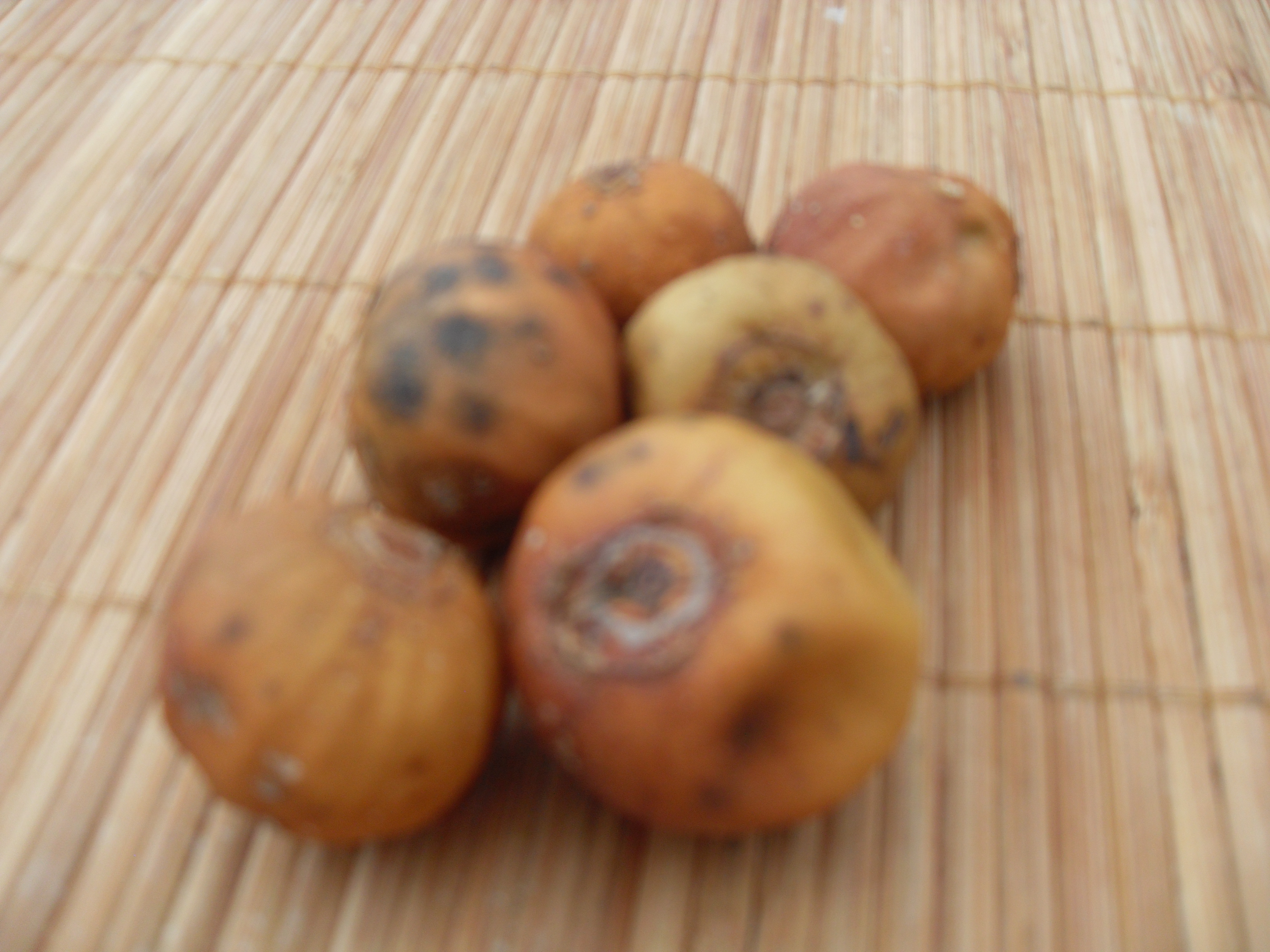